# Park stanowy Dinosaur Valley
Park stanowy Dinosaur Valley (Dinosaur Valley State Park) – park stanowy położony w okolicy Glen Rose w Teksasie w USA.
Park stanowy Dinosaur Valley, położony na północny zachód od miasteczka Glen Rose, leżącego w hrabstwa Somervell w Teksasie, zajmuje powierzchnię 617 ha po obu stronach rzeki Paluxy. Ziemię tę nabyto od prywatnych właścicieli w ramach programu State Parks Bonds Program w 1968 roku. Otwarto go dla zwiedzających w 1972 roku
W miarę poruszania się na wschód napotyka się coraz głębiej położone wapienie, piaskowce i mułowce formacji Glen Rose. Pochodzą one z osadów naniesionych we wczesnym okresie kredowym, około 113 milionów lat temu, wzdłuż linii brzegowej dawnego morza, tworząc geologiczne podłoże obszaru zajmowanego przez park. W ciągu ostatnich milionów lat osady podlegały procesowi erozji, rozdzielania i rzeźbienia przez rzekę Paluxy, w wielu miejscach je przecinającą. W dnie rzeki znajdują się obecnie okazałe ekspozycje skalne.

## Kontrowersje

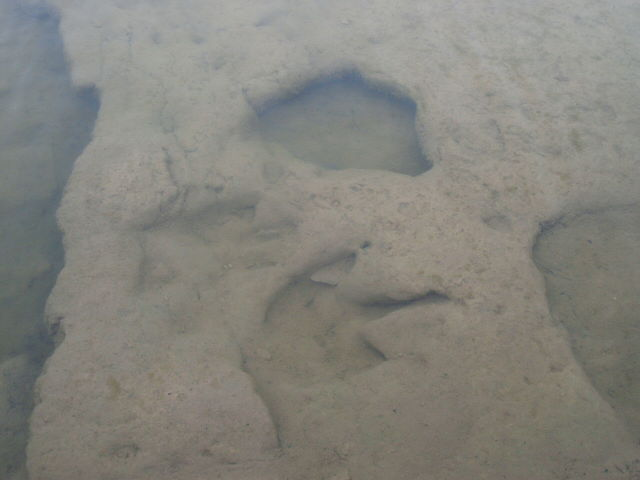
Ślady dinozaurów w korycie rzeki Paluxy

W okolicy parku stanowego Dinosaur Valley, w wapiennych skałach osadowowych rzeki Paluxy już w 1908 odnaleziono skamieniałe ślady stóp. Stały się one obiektem zainteresowania kreacjonistów młodej Ziemi, którzy okrzyknęli je dowodem przeciwko teorii ewolucji. Jednak przynajmniej jeden z głównych zwolenników tego poglądu, John D. Morris z Institute for Creation Research, przyznał, że nie jest on porządnie udowodniony i że rzekome ludzkie ślady mogą w rzeczywistości być śladami dinozaurów, zatem ślady z okolic Glen Rose nie mogą być dowodem, jakoby ludzie i nieptasie dinozaury miały żyć obok siebie. John Morris i inni kreacjoniści młodej Ziemi cały czas uważają, że ludzie i nieptasie dinozaury żyły w tym samym czasie, co pozostaje w sprzeczności z nauką i tabelą stratygraficzną. Na ich poglądzie bazuje wystawa w Creation Evidence Museum w okolicy Glen Rose. Jednakże w odpowiedzi biolog Massimo Pigliucci przypomniał, że w latach osiemdziesiątych geolodzy wyraźnie wykazali, że niektóre z tych śladów to fałszerstwa, a te spośród śladów, które są autentyczne, nie są śladami istot ludzkich, są natomiast raczej odciskami śródstopia dinozaurów. Oprócz tych odcisków jako dowód kreacjonizmu przedstawiano kilka prostych i dość oczywistych podróbek.
Rodzina George’a Adamsa, który sfabrykował ślady, później przyznała, że było to fałszerstwo. Zana Douglas, wnuczka Adamsa, która znalazła wiele z prawdziwych śladów z Glen Rose, powiedziała, że jej dziadek był naprawdę dobrym rzeźbiarzem. Wyjaśniła, że w latach trzydziestych w czasie krachu zarabiali na bimbrownictwie i sprzedaży skamielin dinozaurów. Za skamieliny pobierali od 15 do 30 dolarów i kiedy zasób prawdziwych znalezisk się kończył, George Adams „po prostu wyrzeźbił więcej, na niektórych pozostawiając odciski palców”, jak to określiła Zana Douglas.